# Таранов, Андрей Иванович
Андре́й Ива́нович Тара́нов (род. 15 февраля 1941) — советский и российский архитектор. Заслуженный архитектор Российской Федерации (1999).

## Биография
Родился в 1941 году в семье архитекторов Ивана Георгиевича Таранова и Надежды Александровны Быковой.
Мы с папой были очень дружны, и наивысшей наградой было, когда он разрешал мне сидеть рядом с ним. Он всю жизнь работал дома, я просто не видел его не работающим. И вот папа выдвигал ящик стола, на ящик клали чертёжную доску, он объяснял, что чертит, а я задавал вопросы и в промежутках делал уроки. И эти папины рассказы об архитектуре я запомнил на всю жизнь. 
В 1964 году окончил Московский архитектурный институт.
За заслуги в области архитектуры и многолетнюю плодотворную работу 16 марта 1999 года Андрею Таранову присвоено звание Заслуженного архитектора Российской Федерации.

## Проекты
- 1966 — Севастопольский приборостроительный институт (совместно c Е. В. Рыбицким, М. И. Янишевской, М. М. Медведевым);
- 1974 — Институт проблем механики Академии наук СССР, Москва (совместно с Л. М. Колосковой и В. М. Гинзбургом)
- 1979 — Краснопресненские бани, Москва (совместно с Л. М. Колосковой)
- 1982 — Инженерный корпус метрополитена, Москва (совместно с В. М. Гинзбургом)[3]
- 1986 — Международная телефонная станция, Москва
- 1988 — детская больница им. Н. Ф. Филатова, Москва (совместно с М. Н. Руревич).